# Peter Riedl (Herausgeber)
Peter Riedl (* 1943 in Hannover) ist ein österreichischer Arzt, Meditationslehrer und Autor. Er ist  Gründer und war bis 2019 Herausgeber der buddhistischen Zeitschrift Ursache\Wirkung.

## Leben
Mit seiner Familie zog Peter Riedl als Kind 1946 nach Wien, wo er aufwuchs. Von 1961 bis 1968 studierte er Medizin an der Universität Wien. Ab 1974 war er Facharzt für Radiologie in Wien. 1976/1977 war Riedl Leiter der Röntgenabteilung im Black Lion Hospital in Addis Abeba (Äthiopien). 1979 wurde er zum Dozenten, 2000 zum Universitätsprofessor für Radiologie ernannt. 1979 gründete Riedl das Diagnose Zentrum Urania in Wien und war bis 2002 dessen Leiter. Er war Gründungsmitglied und von 1987 bis 1997 Präsident des Verbandes für Bildgebende Diagnostik (VBDO). Von 1989 bis 2014 war er Vorsitzender der Berufsgruppe Bildgebende Diagnostik in der Wr. Wirtschaftskammer. 2014 eröffnete er das erste rein private Institut für Bildgebende Diagnostik Bellaria Diagnose in Österreich.
Ab 1986 wandte er sich dem Buddhismus zu und nahm Zuflucht. 1989 wurde er Vorstand der Buddhistischen Gemeinde Österreich. 1991 gründete er die buddhistische Zeitschrift Ursache\Wirkung. Seit 1993 leitet er Meditations- und Achtsamkeitsseminare. Von 1997 bis 2002 war Riedl Generalsekretär der Österreichischen Buddhistischen Religionsgesellschaft (ÖBR), von 2002 bis 2006 war er Präsident. 1999 kaufte er die Buchhandlung Octopus. 2004 gründete Riedl die Wisdom – Wiener Schule der offenen Meditation, 2006 gründete er das spirituelle Wohnheim Mandalahof in Wien.
Riedl lebt in Wien und ist mit der Journalistin Elisabeth Riedl verheiratet.

## Schriften
- Auf ins Nirvana. Gespräche über Buddhismus. Mit einem Vorwort von Volker Zotz. Ibera, Wien 2003, ISBN 3-85052-166-4.
- Möge die Übung gelingen I – Eine buddhistische Praxis. U/W Verlag, Wien 2016, ISBN 978-3-200-04483-8.
- Achtsamkeit und Sexualität II – Eine spirituelle Praxis. U/W Verlag, Wien 2017, ISBN 978-3-9504267-2-4.
- Schlüssel zur Gelassenheit III. U/W Verlag, Wien 2017, ISBN 978-3-9504267-5-5.